# Municipio de Tepexco
El municipio de Tepexco es uno de los 217 municipios que conforman al estado mexicano de Puebla. Fue creado en 1895 y su cabecera es la localidad de Tepexco.

## Geografía
El municipio se encuentra localizado en la región suroeste del estado de Puebla, en los límites con el estado de Morelos. Tiene una extensión territorial de 116.569 kilómetros cuadrados y sus coordenadas geográficas extremas son 18° 35′ - 18° 43' de latitud norte y 98° 34′ - 98° 44′ de longitud oeste. Su altitud fluctúa entre los 1 000 y los 1 800 metros sobre el nivel del mar.
Limita al norte con el municipio de Cohuecan, el municipio de Acteopan y con el municipio de Huaquechula, al noreste con el municipio de Tlapanalá, al sureste con el municipio de Tilapa y al sur con el municipio de Chietla. Al oeste limita con el estado de Morelos, en específico con el municipio de Jantetelco y con el municipio de Axochiapan.

## Demografía
De acuerdo con el Censo de Población y Vivienda de 2010, realizado por el Instituto Nacional de Estadística y Geografía, el municipio de Tepexco tiene una población total de 6 580 habitantes, de los cuales 3 160 y 3 420 son mujeres.

### Localidades
El municipio tiene un total de 13 localidades. Las principales localidades y su población son las siguientes:
| Localidad                  | Población |
| Total Municipio            | 6 580     |
| Calmeca (San Juan Calmeca) | 4 669     |
| Tepexco                    | 1 589     |
| San Mateo                  | 106       |
| Michapa                    | 88        |
| Ixtatlala                  | 67        |

## Política
El gobierno del municipio de Tepexco le corresponde al Ayuntamiento que tiene su sede en la cabecera municipal; el ayuntamiento se encuentra conformado por el presidente municipal, un Síndico y el cabildo integrado por seis regidores. Todos son electos mediante el voto universal, directo y secreto en un proceso electoral celebrado el primer domingo de julio del año de la elección y que asumen sus cargos el 15 de febrero del siguiente año, por un periodo de tres años que no son reeligibles para el inmediato pero si de forma alternada.

### Subdivisión administrativa
El municipio se divide para su administración interior, además de la cabecera municipal, en una junta auxiliar, que es electa mediante plebiscito popular celebrado el último domingo de marzo del año correspondiente y conformadas por un Presidente Auxiliar y cuatro regidores, todos para un periodo de tres años y que asumen sus cargos el día 15 de abril siguiente a su elección. La junta está integrada por un presidente municipal auxiliar y cuatro miembros propietarios y sus respectivos suplentes; las funciones de esta autoridad auxiliar de la administración municipal están sujetas al Ayuntamiento.
La junta auxiliar es Calmeca (San Juan Calmeca). 

### Representación legislativa
Para la elección de diputados locales representantes de la población en el Congreso de Puebla y diputados federales integrantes de la Cámara de Diputados de México, el municipio de Tepexco se encuentra integrado en los siguientes distritos electorales:
Local:
- Distrito electoral local 22 de Puebla con cabecera en la ciudad de Izúcar de Matamoros.[5]

Federal:
- Distrito electoral federal 13 de Puebla con cabecera en la ciudad de Atlixco.[6]

### Presidentes municipales
- (1999 - 2001): Pedro Vargas Huerta
- (2002 - 2005): Justino Benítez Burgos
- (2005 - 2008): Julián Peña Hidalgo
- (2008 - 2011): Juan Manuel Valero González
- (2011 - 2014): Fortino Alvarado Ortega
- (2014 - 2018): Antolín Vital Martínez[7]